# Johann Caspar Högl

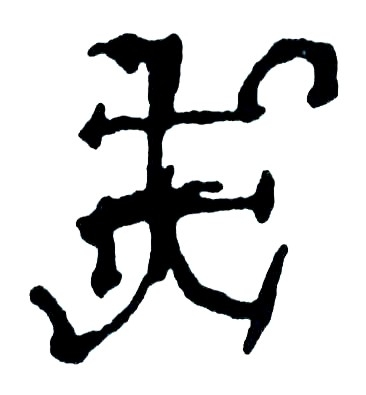
Steinmetzzeichen Joh. Caspar Högl

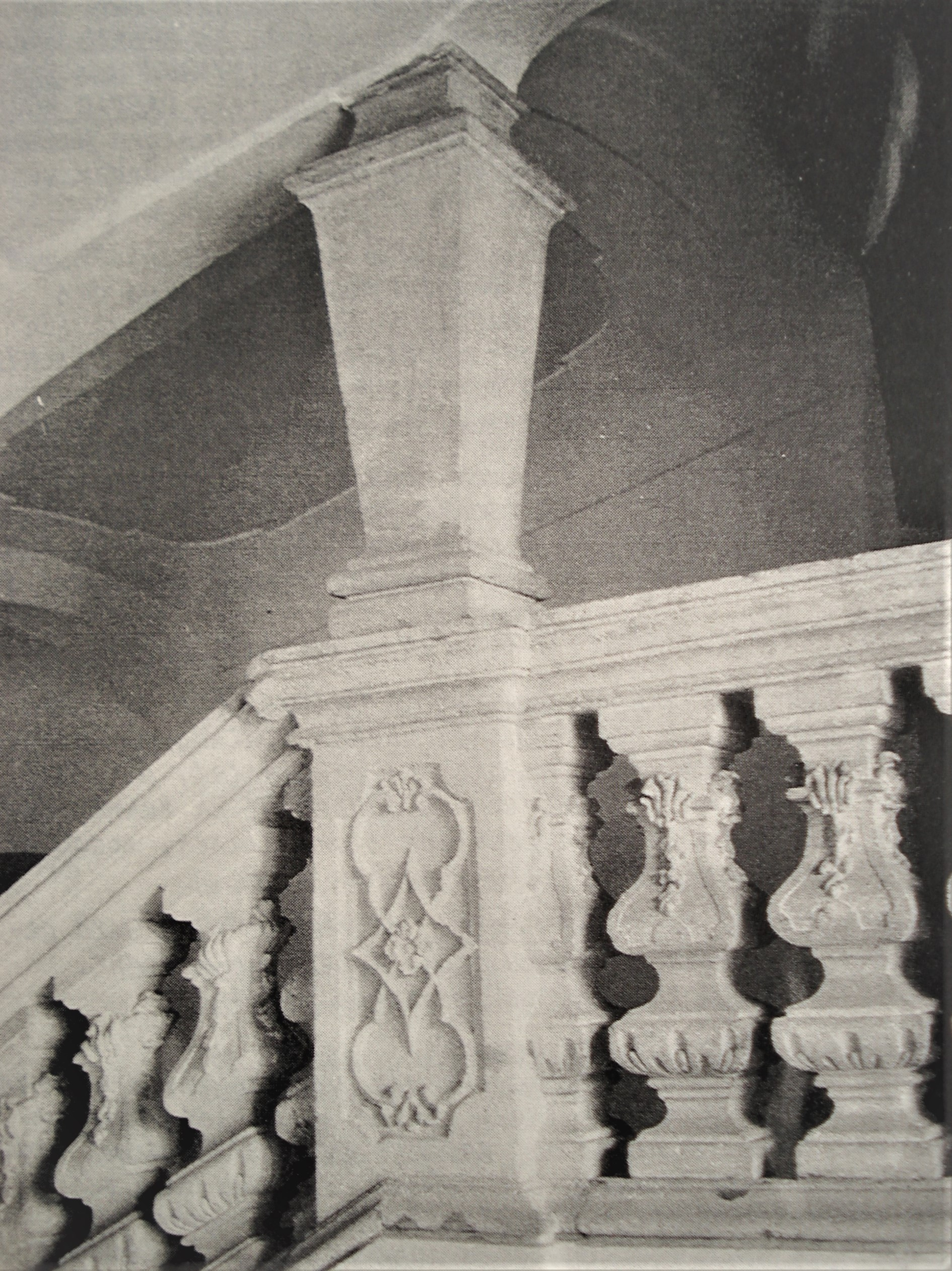
1757 Eingang mit Treppe und Steingeländer in seinem Haus selbst gestaltet.

Johann Caspar Högl (* 1. Jänner 1702; † 26. Jänner 1776 in Eggenburg, Niederösterreich) war ein österreichischer Steinmetzmeister, Bildhauer des Barock und Bürgermeister von Eggenburg. Der Nachname seines Vaters, Hügel, wurde bei Caspar in sämtlichen Dokumenten in Högl umgeschrieben.

## Leben

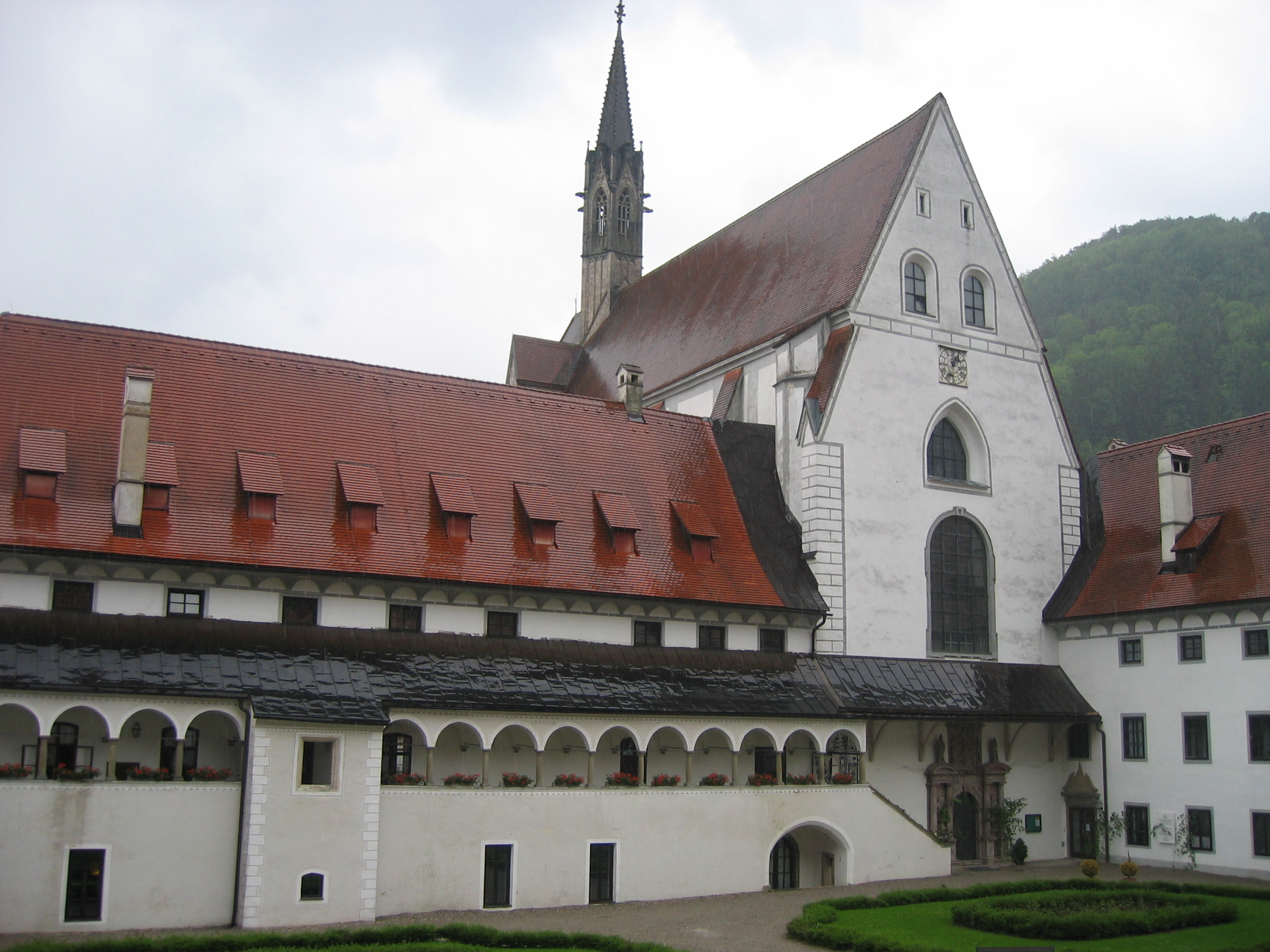
Kartause Gaming

Johann Caspar Högl war Sohn des Eggenburger Steinmetzmeisters Johann Gallus Hügel, der aus Gemünden am Main in Franken zugewandert war, und der Anna Maria N. Der Vater hatte bei Eggenburg einen Steinbruch gepachtet, den Högl-Bruch. Die Familie wohnte im eigenen Haus, einem Haus in der langen Zeile.
Die Mutter starb im Oktober 1708. Johann Caspar und seine jüngeren Geschwister mussten versorgt werden, so heiratete der Vater im Jänner 1709 Catharina Wödl, Tochter des Eggenburger Fleischers. Nach wenigen Jahren lebten im Haus die Kinder von drei verschiedenen Müttern. Im Alter von 13 Jahren bekam er einen Stiefbruder, Georg Andreas Högl, der später ebenfalls das Steinmetzhandwerk erlernte und sich nach Wien verheiratete. Der Meister Johann Gallus übernahm die Aufgabe des Lehrherrn für Sohn Caspar. Der Vater starb am 14. September 1719, die Lehre war noch nicht abgeschlossen.

### Bruder Joseph
Sein leiblicher Bruder Joseph (* 1696) wurde als P. Joachim Mönch in der Kartause Gaming, das hatte viel Geld gekostet, bei der Testamentseröffnung gab es für ihn nichts mehr zu erben.
Die Meister der Viertellade bestimmten als neuen Lehrmeister Andreas Steinböck, der ihn am 29. März 1721 zum Gesellen und neuen Bruder der Bruderschaft freisprach.
Wenn Caspar Högl gehofft hatte, einmal das Handwerk des Vaters zu übernehmen, so sprachen die Zunftgesetze dagegen. Die Witwe Catharina Höglin, die Stiefmutter, die den Auftrag im Stift Herzogenburg weiterführte, mit ihren drei Kindern im Alter von 5 bis 9 Jahren, musste sich im Gewerbe wieder verheiraten. Am 28. Mai 1721 ehelichte sie den Eggenburger Steinmetz Franz Strickner. Die Hügelsche Steinmetzhütte übernahm der junge Strickner.

### Im kaiserlichen Steinbruch
Högl war ausgelernter Steinmetzgeselle, das väterliche Handwerk kam jedoch an Strickner. Caspar Högl begab sich nach Kaisersteinbruch zu seinem Herrn Onkel, dem Hof-Steinmetzmeister Elias Hügel, der einzige nahe Verwandte, den er noch hatte. Am 24. Mai 1721 ist er in der Kaisersteinbrucher Kirche als Taufpate dokumentiert. Für Caspar Högl gab es zwei Möglichkeiten: eine Steinmetztochter oder -witwe in Eggenburg zu finden, oder sich anderswo, in Wien oder Kaisersteinbruch, zu verheiraten. 

### Heirat in Eggenburg
Da starb der bedeutende Eggenburger Meister und Steinbruchpächter Mathias Strickner. Die Witwe Maria Rosalia Stricknerin heiratete Johann Caspar Högl, am 11. Juni 1724. Trauzeuge war Andreas Steinböck, amtierender Richter in Eggenburg. Die Stricknersche Steinmetzhütte übernahm der junge Högl. Sie war Mutter des damals etwa vier Jahre alten Johann Michael, der später das Steinmetzhandwerk beim Stiefvater erlernte. Zwei ihrer gemeinsamen Kinder erreichten das Erwachsenenalter. Maria Rosalia starb am 22. November 1779.

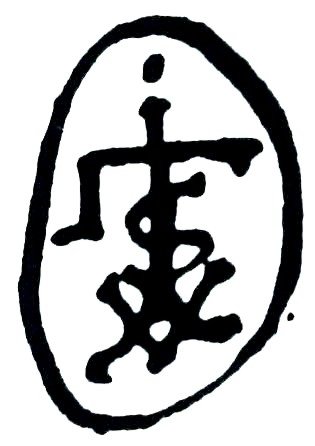
Zeichen Johannes Strickner

### Lehrmeister der Eggenburger Bruderschaft
Caspar dingte zahlreiche Steinmetzjungen auf, sie wurden alle vor offener Lade zu Gesellen und neuen Brüdern der Eggenburger Bruderschaft freigesprochen. Zum Beispiel: den Lehrling Johannes Strickner, durch die Heirat sein Stiefsohn geworden, sprach er am 16. Januar 1728 zum Gesellen frei. Auch sein jüngster Stiefsohn Johann Michael Strickner lernte bei ihm, Freisprechung 1739, dieser heiratete am 27. Jänner 1750 Eva Rosina Winklerin, Witwe des Kaisersteinbrucher Richters Joseph Winkler.

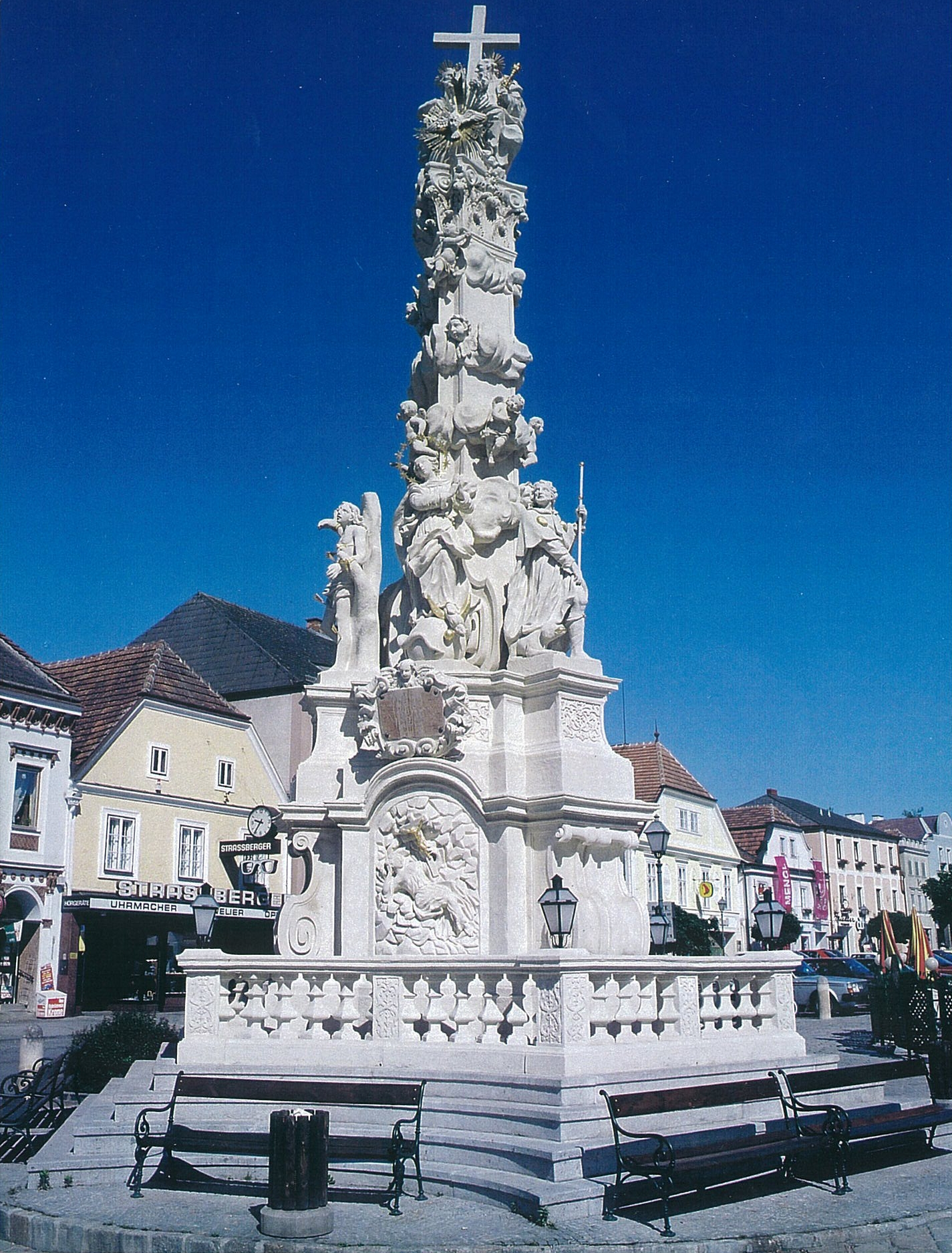
Dreifaltigkeitssäule Zwettl

### Bürgermeister von Eggenburg
Johann Caspar Högl ist für die Jahre 1760/1761 und 1765/1766 als Bürgermeister dokumentiert.

## Werke

### Dreifaltigkeitssäule in Zwettl

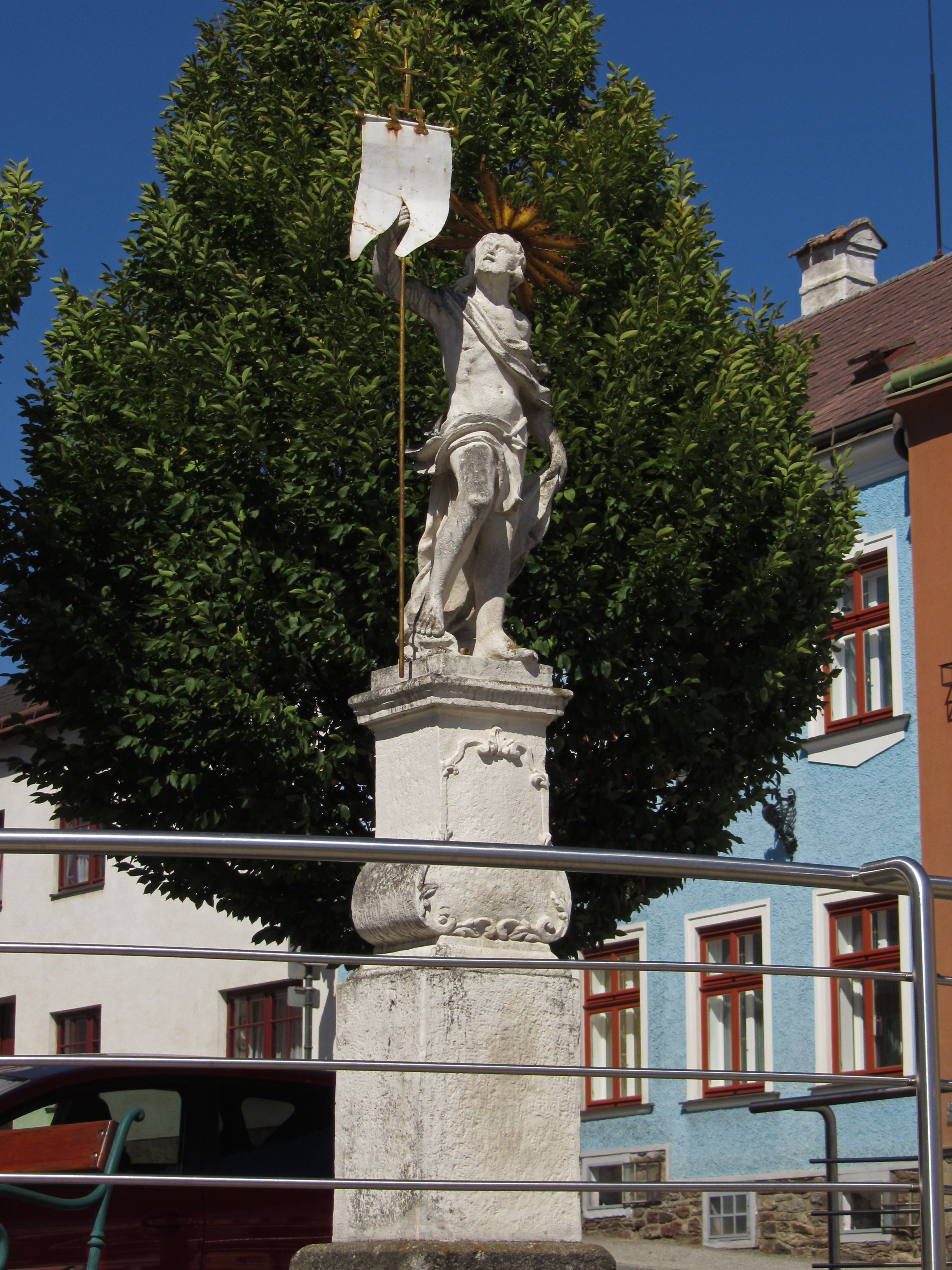
Bildstock Christus Salvator, Zwettl

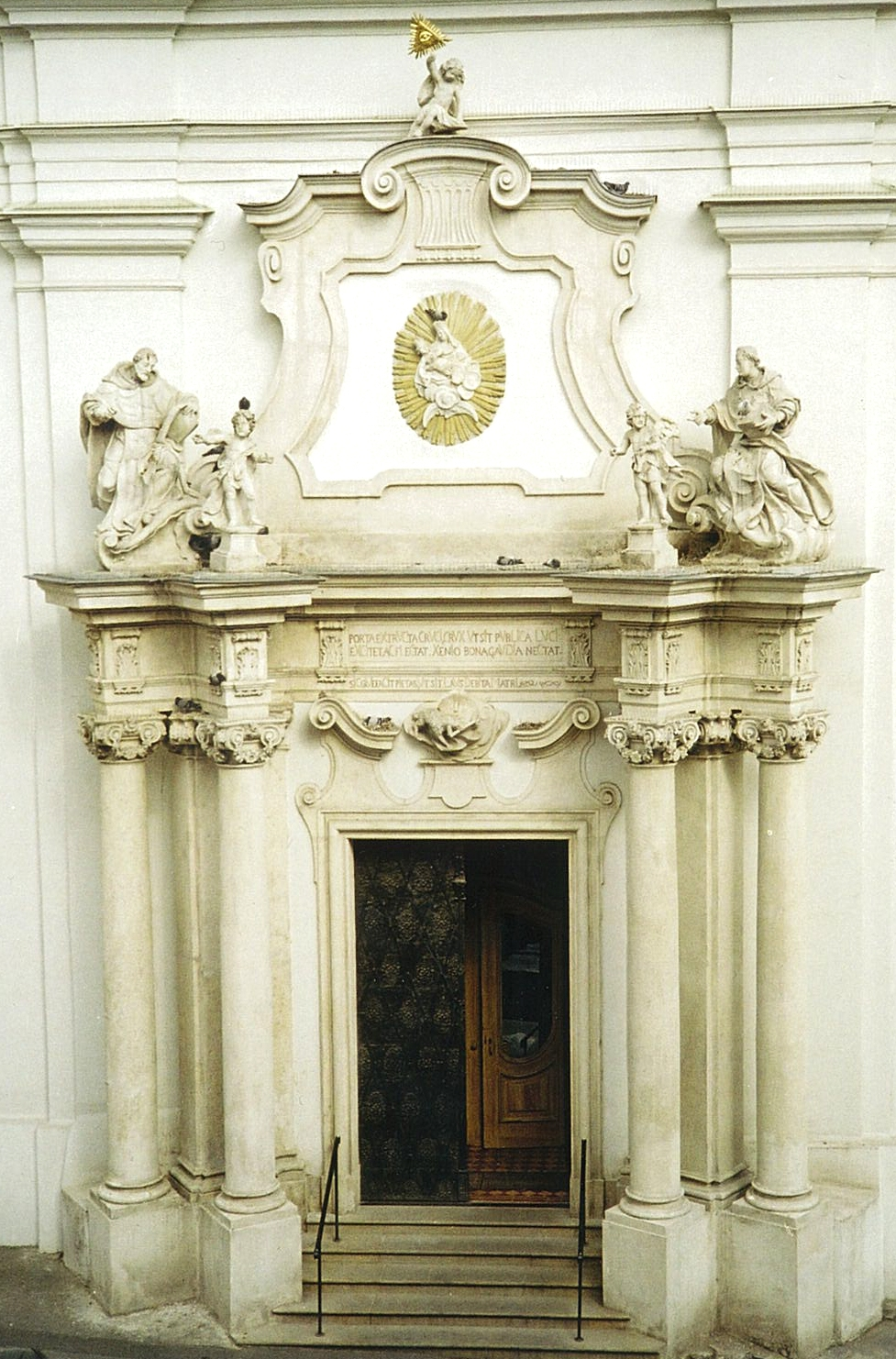
Znaim, Hauptportal Dominikanerkirche

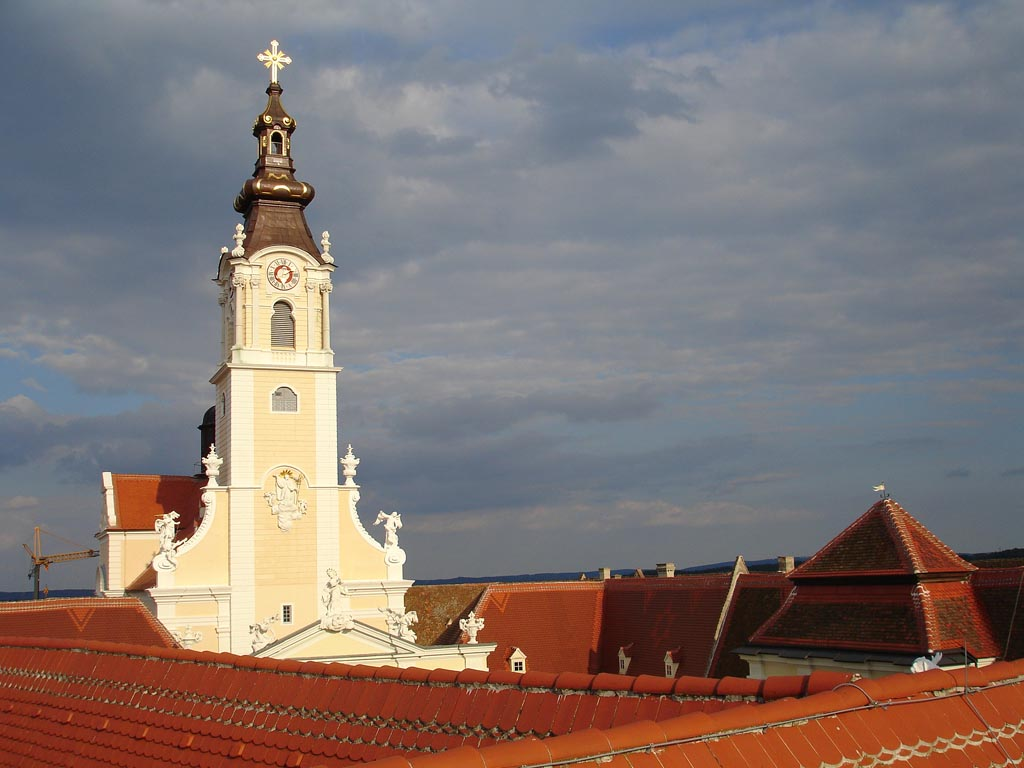
Kirche und Turm von Stift Altenburg

In Zwettl-Niederösterreich wurde am 9. August 1726 über eine Dreifaltigkeitssäule beraten: der Rat der Stadt beschloss einstimmig und gelobte, in Zwettl ein solches Bauwerk zu errichten.
Die landesfürstliche Viertelstadt Eggenburg mit ihren Steinbrüchen und den dort ansässigen Steinmetzmeistern war das Zentrum der Steinmetzkunst in Niederösterreich.
Die Zwettler wählten den jungen Steinmetz und Bildhauer Johann Caspar Högl. Seine Entwürfe fanden die Zustimmung der Auftraggeber, bereits im September 1726 schlossen Richter und Rat von Zwettl mit Högl einen Vertrag.
Darin verpflichtete sich der Steinmetzmeister, eine Säulen von Kühnringer Stain, mit der Bildnuss der Allerheyligsten Dreyfaltigkheith, wenigst von 6 1/2 Clafter hoch … zuverferttigen. Außerdem wurde festgelegt, dass an der Vorderseite eine Statue der Immakulata und Skulpturen der Hl. Sebastian, Rochus und Rosalia, an der Rückseite aber jene der hl. Märtyrer Florian, Johannes von Nepomuk und Donatus angebracht werden sollten. Alles mit den darzue gehörigen Postamenten, Gewölckh und Zierraden, wie auch denen Kündlein, in der Hand ein Hertz oder Stern zur Lampen haldente. Alles von sauberer und wohl proportionierter Bildhauer Arbeith….
Die letzte Zahlung erhielt Caspar Högl nach der Fertigstellung am 5. September 1727; die Dreifaltigkeitssäule kostete insgesamt 1721 Gulden und 14 Kreuzer.

### Christus Salvator in Zwettl
Die Statue wurde 1726 vom Rat der Stadt Zwettl bestellt und vom Zogelsdorfer Steinmetz Caspar Högl ausgeführt.

### Dominikanerkirche in Znaim, Hauptportal
Die Reformation des 16. Jahrhunderts fand in Znaim breiten Anklang. Die Reaktion darauf war, dass zu den älteren römisch-katholischen Ordenshäusern in der Gegenreformation die Niederlassungen der Jesuiten und Kapuziner hinzukamen, die sofort eine rege Bautätigkeit entfalteten. Dies wirkte auch auf die älteren Klöster, die mit hochrangigen Künstlern ihre Bauten neu- und umgestalteten.
Die Dominikanerkirche in Znaim „Zum Heiligen Kreuz“ wurde von 1653 bis 1677 neu gebaut und erhielt nach 1730 eine neue Zweiturmfassade. Zumindest das Hauptportal gestaltete Johann Caspar Högl.

### Pfarrkirche Reinprechtspölla
Die Pfarrkirche St. Pankraz zu Reinprechtspölla, dem Stift Klosterneuburg zugehörig, wurde von 1735 bis 1737 vergrößert. Steinmetzarbeiten lieferten die Meister Gabriel Steinböck und Caspar Högl.

### Stift Altenburg
Gemeinsam mit seinem Eggenburger Mitmeister Franz Leopold Farmacher, der den Hauptanteil der Steinlieferungen und Steinmetzarbeiten erstellte, lieferte Meister Caspar – laut Rechnung von 1742 – besonders feines Material für den Bildhauer von Horn, weitere für Jakob Christoph Schletterer.  Das Ausmaß seiner Arbeiten im Stift Altenburg kann durch 5 Künstler- und Steinrechnungen belegt werden.
Caspar Högl übersiedelte 1757 in das Haus Hauptplatz Nr. 23, welches er umbaute. Ein barocker offener Treppenaufgang im Inneren ist sein Werk.

### Wallfahrtskirche zu Mühlfraun
Die Wallfahrtskirche des gegeißelten Heilands wurde 1769–1775 in Mühlfraun mit Fresken von Franz Anton Maulbertsch errichtet. Die Heiland-Statue des Hochaltars besteht aus Holz, die Steinmetz- und Bildhauerarbeiten dazu verfertigte Högl 1773 zu 312 Gulden 12 Kreuzer.

## Tod
Johann Caspar Högl starb am 26. Jänner 1776 mit 75 Jahren, als „senior senatus“ geehrt.